# Joshua Monty
Joshua Monty (9 dicembre 1985) è un calciatore americo-verginiano, di ruolo centrocampista.

## Carriera

### Club
Nel 2007 ha esordito con il Waitikubuli.

### Nazionale
Nel 2004 ha esordito nella Nazionale americo-verginiana.